# Simon Jones
Simon Jones, född 27 juli 1950 i Charlton Park, Wiltshire, är en brittisk skådespelare, mest känd för sin roll i tv- och radioserien Liftarens guide till galaxen i vilken han hade huvudrollen Arthur Dent. Han har även medverkat i andra tv-serier som Svarte Orm, En förlorad värld (Brideshead Revisited) och filmer som Monty Pythons The Meaning of Life, De 12 apornas armé och Gifta på låtsas.
Han studerade vid University of Cambridge och var medlem i den kända amatörteatergruppen Footlights där han även träffade Douglas Adams. Detta ledde till att han fick en roll i Out of the Trees och senare i Liftarens guide till Galaxen och andra soloprojekt Adams hade tillsammans med olika Monty Python-medlemmar. Adams skrev även karaktären Arthur Dent med just Jones i åtanke.
Jones är även röstskådespelare och talbokspresentatör:
- The Long Dark Teatime of the Soul för Simon och Schuster Audioworks för den amerikanska marknaden.
- Star Trek: Cacophony, spelade Lt. Commander Stewart Mulligan i originalljudprogrammet, senare även för Simon och Schuster.
- The Salmon of Doubt för New Millennium Audio
- Douglas Adams at the BBC, för BBC Audio

2004, 2005 och 2018 repriserade han sin roll som Arthur Dent i de nya säsongerna tre till sex av radioserien Liftarens guide till galaxen, vilka baserades på romanerna nummer tre till sex i bokserien.
I långfilmsversionen hade han en cameo som en person från planeten Magrathea, som syns i en hologramsändning ombord på huvudkaraktärernas rymdskepp och beklagar att planeten för närvarande är "stängd".